# 정원중
정원중(鄭原仲,1960년 10월 16일 (음력 8월 26일) ~ )은 대한민국의 배우이다. 1984년 연극배우로 첫 데뷔를 한 다음 1994년 영화 '우리 시대의 사랑'으로 데뷔했다.

## 학력
- 배명고등학교 졸업
- 서울예술대학 연극학과 전문학사

## 연기 활동

### 드라마 출연
- 1997년 SBS 《여자》
- 1998년 SBS 드라마스페셜 《미스터 Q》 ... 변태섭 역
- 1998년 MBC 일일시트콤 《남자 셋 여자 셋》 ... 장군 역 (단역)
- 1999년 SBS 주말극장 《젊은 태양》 ... 방대두 역
- 1999년 SBS 드라마스페셜 《토마토》
- 2000년 MBC 청춘시트콤 《뉴 논스톱》
- 2001년 MBC 미니시리즈 《맛있는 청혼》 ... 조팽달 역
- 2001년 KBS2 주말연속극 《동양극장》 ... 박진 역
- 2001년 KBS2 아침드라마 《동서는 좋겠네》 ... 윤창수 역
- 2002년 KBS2 미니시리즈 《겨울연가》 ... 박정오 역
- 2002년 MBC 청춘시트콤 《논스톱 3》 ... 정원중 역
- 2002년 SBS 일일드라마 《오남매》 ... 한준호 역
- 2002년 KBS2 일요아침드라마 《언제나 두근두근》 ... 황범룡 역
- 2003년 SBS 주말극장 《태양의 남쪽》 ... 남일 역
- 2004년 SBS 설날특집드라마 《개밥그릇》
- 2004년 KBS2 미니시리즈 《북경, 내 사랑》 ... 지 사장 역
- 2005년 SBS 주말 특별기획드라마 《온리 유》 ... 차성택 역
- 2005년 MBC 아침드라마 《자매바다》 ... 정명진 역
- 2007년 KBS2 성장드라마 《최강 울엄마》 ... 최만석 역
- 2007년 SBS 미니시리즈 《강남엄마 따라잡기》 ... 박경섭 역
- 2007년 KBS2 주간드라마 《드라마시티 - 쌈닭 미숙이》 ... 슈퍼 김씨 역
- 2008년 KBS2 주간드라마 《新, 부부의 탄생》
- 2008년 SBS 아침드라마 《물병자리》 ... 의사 역
- 2008년 KBS2 미니시리즈 《최강칠우》 ... 의금부 도사 역
- 2008년 채널CGV 드라마 《리틀맘 스캔들》... 봉 사장 역
- 2008년 채널CGV 드라마 《리틀맘 스캔들 2》... 봉 사장 역
- 2009년 KBS2 미니시리즈 《경숙이 경숙아버지》 ... 고상필 역
- 2010년 MBC 미니시리즈 《아직도 결혼하고 싶은 여자》 ... 국장 역
- 2010년 MBC 미니시리즈 《신이라 불리운 사나이》 ... 박홍춘 역
- 2010년 MBC 미니시리즈 《즐거운 나의 집》 ... 탁경환 역
- 2011년 MBC Every 1 일일시트콤 《레알스쿨》 ... 정원중 역
- 2013년 OCN 미니시리즈 《더 바이러스》 ... 심태진 역
- 2013년 KBS2 미니시리즈 《직장의 신》 ... 장대한 역
- 2013년 KBS2 드라마 스페셜 연작 시리즈 《동화처럼》 ... 장미 父 역
- 2013년 KBS2 미니시리즈 《상어》 ... 오현식 역
- 2013년 SBS 드라마스페셜 《상속자들》 ... 이창혁 역 (특별출연)
- 2014년 KBS2 월화드라마 《태양은 가득히》 ... 신필도 역
- 2014년 SBS 드라마스페셜 《쓰리 데이즈》 ... 권재연 역
- 2014년 MBC 주말연속극 《왔다! 장보리》 ... 장희봉 역 (특별출연)
- 2014년 tvN 금토드라마 《갑동이》 ... 박중구 역
- 2015년 KBS2 금요드라마 《스파이》 ... 김우석 역
- 2015년 tvN 월화드라마 《호구의 사랑》 ... 강용무 역
- 2015년 KBS2 주말연속극 《파랑새의 집》 ... 강재철 역
- 2015년 TV조선 웹드라마 《로스:타임:라이프》 ... 규식 역
- 2015년 JTBC 주말연속극 《송곳》 ... 인사상무 성판석 역
- 2015년 tvN 금토드라마 《응답하라 1988》 ... 성동일 형 역 (특별출연)
- 2015년 SBS 드라마스페셜 《리멤버 - 아들의 전쟁》 ... 판사 역
- 2016년 KBS2 미니시리즈 《무림학교》 ... 적풍 / 박태성 역
- 2016년 KBS2 미니시리즈 《동네변호사 조들호》 ... 정금모 회장 역
- 2017년 MBC 수목드라마 《병원선》 ... 김수권 역
- 2018년 tvN 토일드라마 《나인룸》 ... 마현철 역
- 2019년 MBC 주말특별기획 《슬플 때 사랑한다》 ... 강일국 역
- 2019년 KBS2 미니시리즈 《동네변호사 조들호 2: 죄와 벌》 ... 강덕영 역
- 2019년 MBN/iHQ DRAMA 수목드라마 《우아한 가》 ... 모철희 역
- 2019년 KBS2 주말드라마 《사랑은 뷰티풀 인생은 원더풀》 ... 문준익 역
- 2019년 KBS2 단막극 《KBS 드라마 스페셜 - 렉카》
- 2021년 JTBC 수목드라마 《로스쿨》 ... 고형수 역
- 2021년 TV조선 토일드라마《엉클》 ...멸치잡이배 선장 역
- 2023년 JTBC 토일드라마 《대행사》 ... 김우원 역

### 영화
- 1994년 《우리 시대의 사랑》 ... 세자 의모 역
- 1996년 《진짜 사나이》 ... 그림자 역
- 1996년 《박봉곤 가출 사건》 ... 초록 역
- 1997년 《박대박》 ... 쌍도끼 역
- 1997년 《산부인과》
- 1997년 《스카이 닥터》 ... 털보 역
- 1998년 《죽이는 이야기》 ... 비씨 역
- 1998년 《키스할까요?》(특별출연)
- 1999년 《이재수의 난》 ... 김 군수 역 (특별출연)
- 1999년 《자귀모》 ... 저승사자 1 역
- 2000년 《아나키스트》 ... 윤 선생 역
- 2000년 《리베라 메》 ... 삼인재 역
- 2001년 《화산고》 ... 양호 역
- 2005년 《그때 그사람들》 ... 양 실장(차지철) 역
- 2006년 《야수》 ... 부장검사 역
- 2006년 《아랑》 ... 김 반장 역
- 2008년 《강철중》 ... 의사 역
- 2008년 《과속스캔들》 ... 국장 역
- 2011년 《우리 이웃의 범죄》 ... 서 반장 역
- 2011년 《써니》 ... 나미 부 역
- 2011년 《의뢰인》 ... 부장검사 역
- 2012년 《부러진 화살》 ... 박재기 역 (우정출연)
- 2012년 《돈의 맛》 ... 중년남자 역 (특별출연)
- 2013년 《변호인》 ... 김상필 역
- 2014년 《인간중독》 ... 군단장 역
- 2015년 《조선명탐정: 사라진 놉의 딸》 ... 선배 역
- 2015년 《악의 연대기》 ... 서장 역
- 2015년 《나의 절친 악당들》 ... 상호 역
- 2015년 《뱀파이어는 우리 옆집에 산다》 ... 조수 역
- 2016년 《굿바이 싱글》 ... 드라마 리딩 이원수당숙 역 (특별출연)
- 2016년 《마스터》 ... 경찰청장 역
- 2017년 《더 킹》 ... 문희구 역
- 2017년 《청년경찰》 ... 경찰대 학장 황승호 역 (특별출연)
- 2017년 《강철비》 ... 박병진 역
- 2018년 《인랑》 ... 김명배 경찰청장 역
- 2019년 《증인》 ... 이병우 역
- 2019년 《롱 리브 더 킹: 목포 영웅》 ... 우민당대표 역 (특별출연)
- 2019년 《힘을 내요, 미스터 리》 ... 소방대장 역
- 2023년 《소년들》 … 완주경찰서장 역

### 공연
- 2012년 《고곤의 선물》

## 연기 외 활동

### 광고
- 린나이 순간식 보일러
- 농심 무파마 탕면
- CJ제일제당 백설 군만두
- 한국IBM
- 교보증권
- 프롬바이오 관절연골엔 보스웰리아

## 전문

### 오토바이 사고에 관한 공식입장
고 추송웅 선생께서 '광대는 전생에 수 많은 죄를 져서 광대짓을 한다'고 하셨습니다 뼈 아프게 실감하고 있습니다. 광대는 설령 부모가 돌아가셔도 공연장에 나가 웃고 울고 떠들고  춤추고  해야 합니다 광대들의 아픈 숙명입니다.
사고가 있었습니다. 제 눈앞에서 미래와 꿈을 가득 담고 있던 싱싱한 청춘이 사라졌습니다. 눈만 감으면 그 아찔했던 순간들이 떠올라 정말 잔인하게 고통스럽습니다.
제 드라마 하차에 논란이 많은 줄 압니다. 잘 알고 있습니다. '양심도 없나?'. 지탄과 비난이 있으리란 것도 알고 있습니다. 제가 하차를 하면 유족 분들 고통과 감히 비교할 수는 없지만 또 많은 분들에게 또다른 수고와 고민이 찾아가는 것도 잘 압니다.
나 괴롭다고 내 반성 내 자숙이 또다른 고통을 생산하는게 참 괴롭습니다. 하차를 하지 않는 것에 대한 변명이 맞습니다. 비난하시면 달게 받겠습니다. 광대의 숙명을 가겠습니다. 그게 60년을 살아온 제 인생의 길인 것 같습니다.

거듭거듭 죄송합니다. 옳게 사는게 뭔지 조금이라도 고민하면서 살도록 노력하겠습니다. 늘 스스로에게 고백을 해보겠습니다.— 2019년 10월 27일

## 수상
- 2000년 제36회 백상예술대상 연극부문 남자최우수연기상